# Amursana

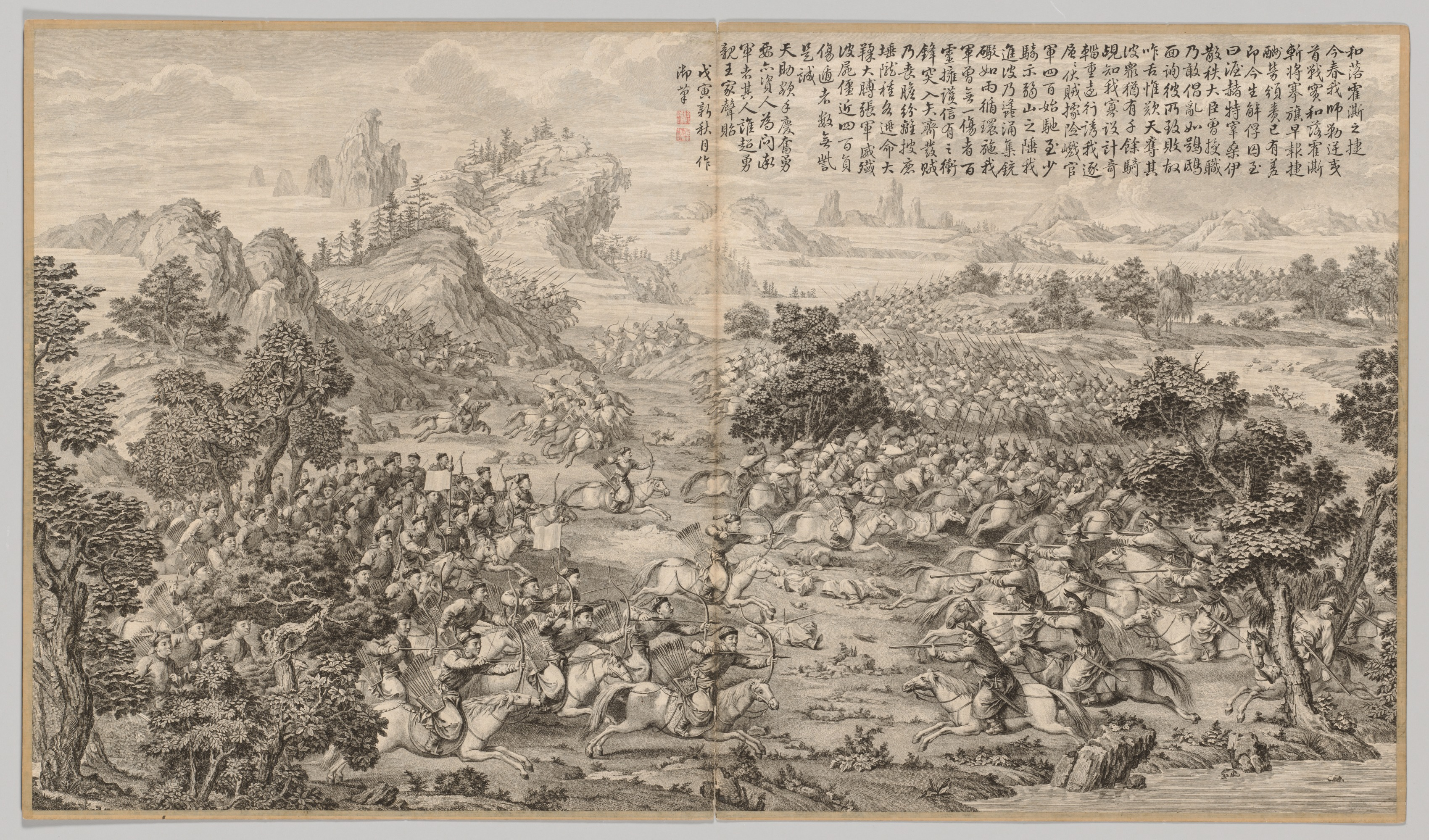
Segern vid Khorgos, kopparstick av Jacques-Philippe Le Bas 1768 efter underlag av Jean-Denis Attiret 1766

Amursana (kinesiska: 阿睦爾撒納) , född omkring 1723, död 21 september 1757, var en taishi, eller prins, inom folkgruppen khoiderna-oiraterna som styrde över delar av dzungaria och Altishahr i nuvarande Xianjing och angränsande delar av nordvästra Kina. 
Amursana föddes in i en adelsfamilj. Hans mor Biotalak var dotter till Tsewang Rabtan, som var ledare för dzungar-oriatstammen efter Galdan Boshugtu Khans död. Hon gifte sig 1714 först med Danjung, äldste son till Lha-bzang Khan, som var ledare för khoshut-oiratstammen. Efter Danjungs död omkring 1717 gifte Boitalak om sig med Amursanas far, som var en taisha, eller kronprins, ur khoid-oiratklanen.
Han är känd som den sista ledaren av dzungarerna och den sista Oiratkrigshjälten. Kejsar Qianlongs styrkors seger över Amusena innebar slutet för mongoliskt styre i inre Asien och ledde till inlemmandet av mongoliskt territorium i Qingdynastins Kina. Det följdes också av Folkmordet på dzungarerna.

## Maktstrider
Amursana allierade sig till en början med dzungarkhanen Dawachi (1759), som han 1752 hjälpte att bli taishi för dzungarerna. Denne vägrade senare att dela området med Amusana, och angrep honom i stället. Amursana allierade sig då med Qianlong, som gjorde honom till prins och general för en del av den armé som sändes mot Dawachi 1755. Efter det att Dewachi besegrats, utnämndes Amursana inte som han hoppats till Dewachis efterföljare.
Han samlade i stället en majoritet av de kvarvarande oiraterna och påbörjade ett uppror mot Qingdynastin. De kinesiska arnéerna hade vid det här laget dragit sig tillbaka och endast lämnat kvar en obetydlig styrka. Under de närmast följande åtta månaderna behärskade Amusana landet och var de facto-khan för djungarerna. 
Samtidigt utsåg Qianlong khaner för var och en av de fyra oiratklanerna i avsikt att hindra dem att samverka i att stödja upproret.   Kinesiska trupper återtog 1956 Amursanas hjärtland Ili, varefter Amursana flydde till sin fars kazakiska khanat, där han fick asyl. 
Han återvände så småningom till Ili, där han med framgång mobiliserade upprorstrupper och tvingade de kinesiska ockupationstruprna att dra sig tillbaka till Kina. Efter att först ha tagit itu med andra uppror i regionen, gick Qianlongs trupper slutligen till attack mot Amursana och besegrade dem med lätthet. Amursana flydde till Sibirien för att söka asyl hos ryssarna i den ryska fästningen i Semipalatinsk (nutida Semey i Kazakstan). Han fördes till Tobolsk, där han dog av smittkoppor.